# Finchley
Finchley is een wijk in het Londense bestuurlijke gebied Barnet, in de regio Groot-Londen. Finchley was van 1959 tot 1992 het kiesdistrict van Margaret Thatcher, van 1979 tot 1990 de minister-president van het Verenigd Koninkrijk.

## Geboren

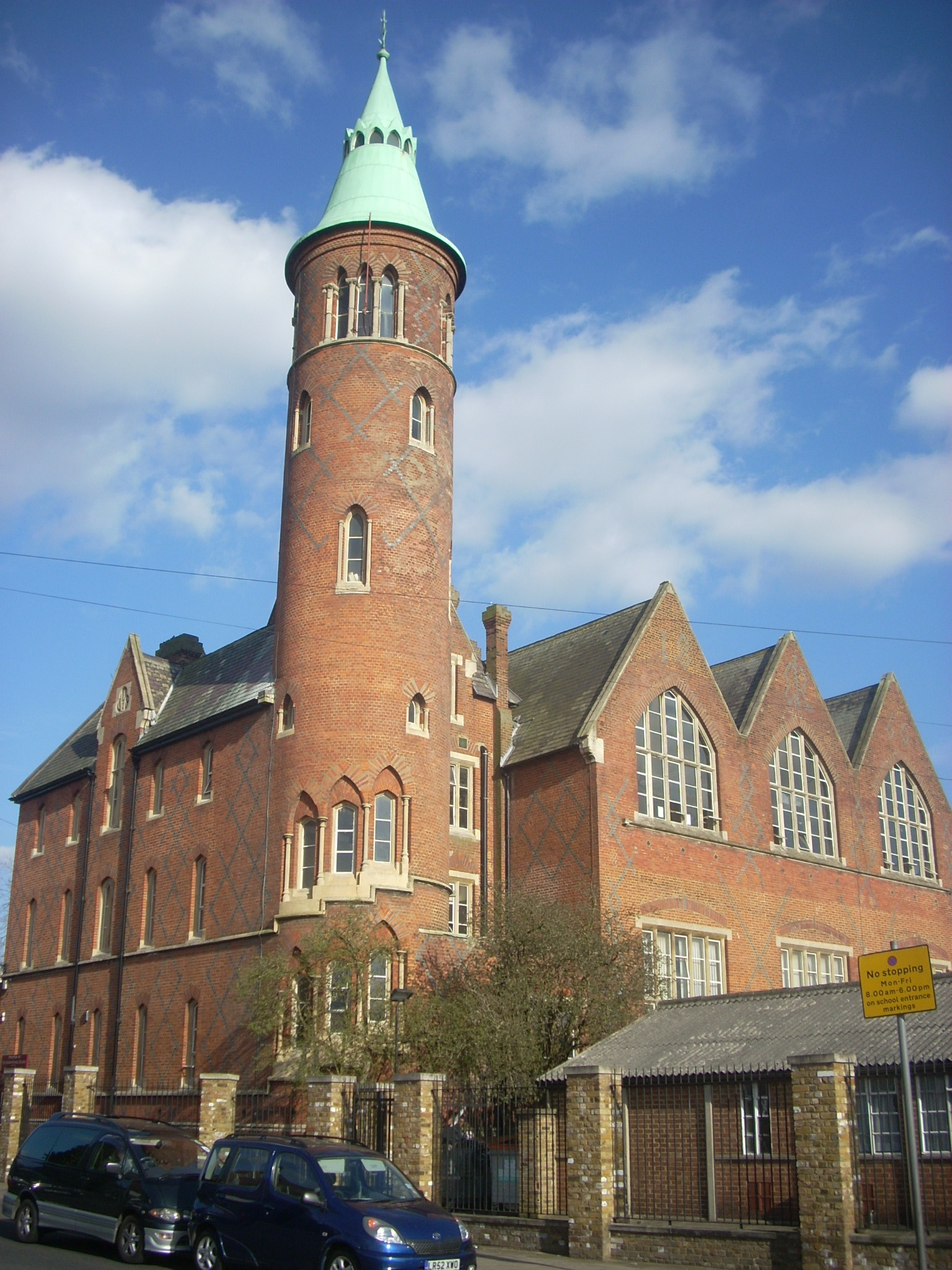
Schoolgebouw

- Terry-Thomas (1911-1990), acteur
- Claire Bloom (1931), actrice
- Anthony Andrews (1948), acteur
- Emma Bunton (1976), zangeres